# Władysław Gonzaga Myszkowski
Władysław Gonzaga Myszkowski (ur. ok. 1593, zm. przed 7 czerwca 1658 roku) – wojewoda krakowski (od 1656), wojewoda sandomierski (od listopada 1649), wojewoda bracławski (od marca 1649), IV ordynat Ordynacji Myszkowskich, rotmistrz wojsk koronnych w 1630 roku, starosta grodecki, mościcki, medycki, grabowiecki, rotmistrz wojska powiatowego województwa krakowskiego w 1648 roku.

## Życiorys
Syn Zygmunta Myszkowskiego, I ordynata i Elżbiety Bogusz, kasztelanki zawichostskiej oraz brat Jana (II ordynata) i Ferdynanda (III ordynata).
W 1622 roku studiował w Bolonii, w 1642 roku wpisał się do albumu Uniwersytetu Padewskiego.  W 1632 roku podpisał elekcję Władysława IV Wazy z województwa krakowskiego. Poseł na sejm 1645 roku i sejm 1646 roku z ziemi przemyskiej. Poseł województwa krakowskiego na sejm zwyczajny 1637 roku.
W 1648 roku po klęsce piławieckiej w czasie powstania Chmielnickiego Jeremi Wiśniowiecki powierzył mu obronę obleganego przez Bohdana Chmielnickiego Zamościa. 
Podpisał akt elekcji Jana II Kazimierza Wazy w 1648 roku. 14 stycznia następnego roku wziął udział w uroczystym wjeździe Jana Kazimierza do Krakowa na ceremonię koronacyjną. Wyróżniał się z całego orszaku wyjątkowym przepychem i bogactwem stroju: ...na koniu tureckim gniadym siedział, w soboley ferezyey czarney, za czapką miał kitę czarną bogatemi i świetnemi dyamentami sadzoną, miał na sobie skrzydło piór białych żórawich, między któremi przez wszystko skrzydło były przeplatane kity czarne, bogato y świetno także kamieniami ozdobione. Wytknięto mu to w relacji z wydarzenia: I tak wszystek y z koniem między kitami a piórami żórawiemi jako paw upierzony iechał.
Wziął udział w bitwie pod Beresteczkiem w 1651 roku.
Deputat z Senatu do Trybunału Skarbowego w Radomiu w 1652 roku i we Lwowie w 1653 roku.
W czasie potopu szwedzkiego w 1655 roku udał się wraz z królem Janem II Kazimierzem Wazą na emigrację na Śląsk.
W roku 1657 wystawił na własny koszt kościół w Stradowie (gmina Czarnocin). Żonaty z Anną Mohilanką, córką Jeremiego, hospodara mołdawskiego.
Zmarł bezpotomnie w 1658 roku jako ostatni ze starszej linii rodu Myszkowskich. Pochowany został w mauzoleum Myszkowskich w kościele dominikanów pw. św. Trójcy w Krakowie.